# Peter Geerink
Peter Geerink (Harbrinkhoek, 1963) is een Nederlandse springruiter. Hij boekte internationaal veel successen, met name in de jaren 90.
Geerink begon op negenjarige leeftijd met het berijden van een pony, in ruil voor het schoonmaken van de stallen bij manege Heerdink te Mariaparochie. Al snel bleek dat hij hierin zeer getalenteerd was en er kwamen dan ook snel ponyeigenaren die hem een pony beschikbaar stelden om aan concoursen in de regio mee te gaan doen. Hij won vele wedstrijden.
Met de pony's Pepper en Goldie boekte hij vele successen. Goldie, eigendom van Stal Maathuis in Geesteren, kwam in de belangstelling van het Koninklijk huis, waardoor in 1978 Goldie een nieuwe eigenaar, prins Bernhard, en een nieuwe berijder, Willem Alexander, kreeg.